# Cuautitlán Izcalli
Cuautitlán Izcalli é um município do estado do México, no México.